# Віктор Пальм
Віктор Олексійович Пальм (ест. Viktor Palm; 17 вересня 1926, Тарту — 23 січня 2010) — естонський хімік та громадський діяч. Академік Естонської академії наук, один із засновників Народного фронту Естонії, народний депутат СРСР.
Віктор Пальм народився в Тарту 17 вересня 1926 року. Його батько притримувався лівих поглядів і був викладачем Тартуського педагогічного коледжу (Tartu Ülikooli Õpetajate Seminar), а згодом вчителем у Таллінні. Віктор Пальм навчався в гімназії в Нимме (зараз район Таллінна). Під час Німецько-радянської війни спочатку перебував у евакуації, потім у Радянській армії у лавах Естонського стрілецького корпусу. По закінченню війни навчався в Ленінградському університеті на хімічному факультаті. По закінченню Ленінградського державного університету Віктор Пальм у 1952 році повертається в Тарту. У 1956 році — захищає кандидатську дисертацію, а у 1966 — докторську. З 1960 року завідувач кафедри органічної хімії, а з 1968 року — професор Тартуського університету. У дійсні члени Естонської Академії наук був обраний у 1978 році.
Віктор Пальм з початком перебудови став одним із засновників ініціативної групи Народного фронту Естонії.
У 1989–1991 роках народний депутат СРСР, увійшов до складу Міжрегіональної депутатської групи та був обраний її співголовою разом із Борисом Єльциним, Юрієм Афанасьевим, Гаврилом Поповим та Андрієм Сахаровим.
22 грудня 1989 підписав Заяву 153 народних депутатів про оголошення Міжрегіональної депутатської групи парламентською опозицією.